# Эр-Русайфа
Эр-Русайфа (араб. الرصيفة‎) — город в Иордании, в мухафазе Эз-Зарка.

## География
Расположен в бассейне реки Эз-Зарка, на шоссе между городами Амман и Эз-Зарка, на высоте 610 м над уровнем моря.

## Демография
При населении 290 000 жителей (оценка 2009 года), Эр-Русайфа является четвёртым по населению городом страны. По переписи населения в Иордании 2004 года, число жителей Эр-Русайфы составило 268 237 человек. Отношение женщин к мужчинам составляло 48,46 % к 51,54 %. Граждане Иордании — 89,6 % населения города.

## Районы городской агломерации Эр-Русайфы
Город разделён на 5 районов:
| Район               | Арабское название | Площадь (км2) |
| ------------------- | ----------------- | ------------- |
| Район Хиттин        | منطقة حطين        | 6,51          |
| Район Эль-Амирийя   | منطقة العامرية    | 5,0           |
| Район Эль-Ярмук     | منطقة اليرموك     | 3,0           |
| Район Эль-Кадиссийя | منطقة القادسية    | 4,0           |
| Район Эр-Рашид      | منطقة الرشيد      | 8,0           |

## Экономика
В Эр-Русайфе действует почти 5000 ремесленных, промышленных и торговых предприятий, на которых трудятся тысячи рабочих и специалистов.